# Beluga II
Pour les articles homonymes, voir Beluga.
Le Beluga II est un navire appartenant à la flotte arc-en ciel de l’association écologique Greenpeace.
Il s'agit du premier bateau à avoir été conçu et construit spécialement pour Greenpeace. Tous les bateaux que possédait l'association jusqu’alors avaient été achetés d’occasion et rénovés : à l’origine, le premier Beluga servait de bateau-pompe, le Rainbow Warrior était un chalutier, l’Esperanza un remorqueur naviguant en haute mer russe et l’Arctic Sunrise servait à chasser les phoques ! Cette construction commandée par Greenpeace, avec des demandes et des critères spécifiques, était donc très nouvelle pour l’organisation. Ce projet a pu se concrétiser grâce à Ilse Vormann, une adhérente de Düsseldorf, qui a légué une partie de son héritage à Greenpeace. La construction a été confiée début 2003 au chantier naval Fridtjof Nansen, à Wolgast. Le bateau a été mis en service à la fin de l’été 2004.

## Spécifications
Greenpeace a choisi un deux-mâts à moteur de 33 mètres de long, sur le modèle d’un kilpperaak hollandais. C’est cette forme qui vaut au Beluga II son fond plat et son tirant d’eau d’environ 1,8 mètre, selon la charge qu’il transporte. Ces deux caractéristiques rendent le bateau adaptable à divers environnements : il peut naviguer sur des rivières comme en mer, en eaux côtières ou dans une mer comme celle des Wadden. Le Beluga II peut même, en eau très peu profonde, être mis « à sec » sans chavirer et sans être endommagé. Quand cela est possible le bateau peut également hisser ses voiles pour se laisser porter par le vent. Lorsque le moteur est en marche, avec un plein, le Beluga II peut parcourir environ 1 000 milles marins. Deux des caractéristiques de sa structure sont particulièrement utiles : ses deux mâts peuvent être rabattus à l’aide d’un mécanisme spécial, pour lui permettre de passer sous des ponts, et un conteneur de 6 x 2,5 x 2,8 mètres peut être rangé sous le pont. On peut par exemple y installer un laboratoire, un atelier, un studio ou une exposition, selon les besoins du projet en cours de Greenpeace.

## Respect environnemental
Les bateaux de marchandises ou de passagers fonctionnent généralement au pétrole lourd et émettent des nuages de fumée noire et toxique. En tant que « porte-bannière » de Greenpeace, le Beluga II a été construit selon des critères écologiques stricts. Voici quelques exemples de ses caractéristiques « vertes »: 
- Son bois est certifié FSC et provient d’une exploitation forestière durable.
- Le bateau n'utilise pas de pétrole lourd mais du diesel à faible teneur en soufre.
- L’eau de cale, généralement très chargée en hydrocarbures et autres polluants, est récupérée par l’équipage et conservée dans des réservoirs.
- Les ordures sont gardées et éliminées une fois de retour sur la terre ferme.
- Un système fermé de filtrage fiable à 98 % nettoie le carburant diesel.
- L’éclairage est entièrement composé de LED.

## Équipage
L’équipage du Beluga II se compose habituellement de cinq personnes : le capitaine, le second, deux matelots et le cuisinier, qui est également responsable du ravitaillement. En plus de cette équipe fixe, il y a temporairement des activistes, des scientifiques ou des journalistes à bord. En tout, le bateau peut accueillir douze personnes.

## Actions
- Octobre 2004 : le Beluga II est en mission en mer Baltique pour la campagne contre le chalutage en eaux profondes et inciter les pêcheurs à changer leurs pratiques.
- Mars 2007 : pendant la réunion du G8 à Potsdam, le Beluga II est en mission de protection du climat. Le message « G8 : Stop talking – act now » (Halte aux paroles - place aux actes) est affiché entre ses mâts.
- Août 2008 : pour protéger les réserves naturelles des récifs de Sylt contre la pêche et l’extraction de gravier, Greenpeace largue des centaines de tonnes de pierres dans la mer du Nord. Le Beluga II sert de base maritime, à laquelle est rattaché un bateau-atelier spécialement affrété pour l’occasion. Un an plus tard, en août 2009, Greenpeace dépose encore 300 blocs de granit sur un site protégé dans le détroit de Cattégat en Suède.
- Juin 2009 : le Beluga II se rend de nouveau près des récifs de Sylt. Des plongeurs examinent la zone tout autour des pierres : la faune et la flore renaissent déjà !
- Mai 2012 : Le Beluga II proteste en mer Baltique contre un bateau spécialement affrété par Shell, le Nordica, qui est en route pour l’Arctique, plus précisément pour l’Alaska. Greenpeace proteste pacifiquement mais avec véhémence contre Shell qui envisage de forer des puits pétroliers dans l’Arctique.